# Caventou (cratère)
Pour les articles homonymes, voir Caventou.
Caventou est un petit cratère lunaire situé sur la face visible de la Lune. Il se trouve dans la partie occidentale de la Mare Imbrium. Il a une forme circulaire et ressemble à une coupelle. 
En 1976, l'Union astronomique internationale lui a attribué le nom de Caventou en l'honneur du pharmacologue français Joseph Bienaimé Caventou à la place de son ancienne dénomination en tant que cratère satellite « La Hire D » du Mons La Hire situé au sud-est.